# Billy Petrolle
Billy Petrolle est un boxeur américain né le 10 janvier 1905 à Berwick, Pennsylvanie, et mort le 14 mai 1983.

## Carrière
Il bat deux fois Battling Battalino en 1932 avant de s'incliner face au champion du monde des poids légers, Tony Canzoneri, le 4 novembre de la même année.

## Distinctions
- Canzoneri - Petrolle est élu combat de l'année en 1932 par Ring Magazine.
- Sa première victoire contre Battalino par KO au 12e round est élue surprise de l'année en 1932.
- Il est membre de l'International Boxing Hall of Fame depuis 2000[1].